# Antonio Pestalozza
Carlo Antonio Pestalozza (Milano, 1784 – Milano, 7 febbraio 1865) fu un podestà di Milano del XIX secolo.

## Biografia
Membro di una famiglia originaria di Chiavenna, Antonio Pestalozza nacque nel 1784 a Vaggiago sul Lago d'Orta e divenne successivamente banchiere e primo agente Ras di Milano.
Pestalozza divenne podestà di Milano il 6 gennaio 1849 per volontà del nuovo governatore del Regno Lombardo-Veneto, Joseph Radetzky, il quale dopo i moti della Prima guerra d'indipendenza italiana venne chiamato ad assumere tale carica con il preciso compito di rimanere a disposizione del viceré e di seguirne alla lettera l'indirizzo politico. In cambio Pestalozza venne nominato Cavaliere ereditario dell'Impero austriaco, il che gli permise di entrare a far parte dell'alta società della città.
Sotto la sua amministrazione, continuò il sedaggio dei dissidenti e in particolar modo all'interno dei dipendenti comunali.
Dimessosi dalla carica nel 1856, si ritirò completamente dalla vita politica e morì in città nel 1865. I suoi resti sono al Cimitero Monumentale di Milano, in una celletta dell'Ossario Centrale.
Dal suo primogenito Giuseppe discende la linea principale alla quale appartiene Gilberto Giovanni di Carlo di Gilberto di Giuseppe, comandante di marina, eroe di guerra decorato con due croci al valore militare e creato cavaliere della Repubblica nel 1956.